# Clasa La Fayette
Clasa La Fayette este un tip de fregate ușoare stealth construite de DCNS pentru marina națională franceză.